# Katolički bogoslovni fakultet u Splitu
Katolički bogoslovni fakultet u Splitu (lat. Facultas Theologiae Catholicae) visoko je teološko učilište u sastavu Sveučilišta u Splitu. Fakultet je smješten u obnovljenoj zgradi Nadbiskupskog sjemeništa.

## Povijest
Katolički bogoslovni fakultet Sveučilišta u Splitu nastao je 30. rujna 1997. godine udruživanjem Teologije u Splitu i Franjevačke Teologije u Makarskoj. Udruživanje je postignuto na temelju međusobnih pregovora i Ugovora o suradnji na području odgoja i kulture, sklopljenog između Svete Stolice i Republike Hrvatske te odobrenog 9. lipnja 1997. godine. Ugovor o udruživanju i o osnivanju 
Katoličkoga bogoslovnog fakulteta u Splitu potpisali su biskupski Ordinariji Splitske metropolije u ime Teologije u Splitu, a provincijal Franjevačke provincije Presvetoga Otkupitelja u ime Franjevačke teologije u Makarskoj.
Pri Teologiji u Splitu djeluje Institut za teološku kulturu laika, osnovan 1970. godine, kao samostalna visokoškolska ustanova. Isprva je djelovao kao dvogodišnji, a potom trogodišnji studij sa sažetim programom, koji je 1990. prerastao u redoviti četverogodišnji studij, a 1991. godine dobio naziv Teološko-katehetski institut. Danas djeluje kao redoviti četverogodišnji Teološko-katehetski studij pri Katoličkomu bogoslovnom fakultetu. Kongregacija za katolički odgoj je 8. lipnja 2000. od toga postojećega Instituta ustanovila Institutum superius scientiarum religiosarum.
Dvije godine kasnije, 30. rujna 1999., Katolički bogoslovni fakultet primljen je kao zasebna sastavnica u Sveučilište u Splitu.
Od studenoga 2019. pri KBF-u djeluje Centar za istraživanje djela i misli sv. Jeronima – Hieronymianum.

### Članci
- Dukić, Josip. 2009. Proslavljena deseta obljetnica i dan Katoličkoga bogoslovnog fakulteta u Splitu. Crkva u svijetu. Sveučilište u Splitu - Katolički bogoslovni fakultet. Split. 44 (3): 390–394